# Frank Yates
Frank Yates (Manchester, 12 maggio 1902 – Harpenden, 17 giugno 1994) è stato uno statistico inglese, uno dei pionieri della statistica moderna.

## Biografia
Nel 1931 divenne l'assistente di Ronald Fisher presso la stazione sperimentale di Rothamsted. Dall 1933 ne diresse la statistica, in quanto Fisher passò all'University College di Londra. 
A Rothamsted lavorò sul disegno degli esperimenti, diede contributi all'analisi della varianza e formulò l'algoritmo di Yates. 
Durante la seconda guerra mondiale lavorò alla ricerca operativa ante litteram. 
Dopo la guerra lavorò al disegno delle indagini campionarie e alle analisi campionarie. 
Entusiasta dei computer, nel 1954 ottenne per Rothamsted un Elliott 401 e contribuì agli sviluppi iniziali dell'informatizzazione della statistica. 
Nel 1966 ottenne la Royal Medal dalla Royal Society. 
Ritiratosi nel 1968 da Rothamsted, divenne Senior Research Fellow all'Imperial College.

## Opere
- Contingency tables involving small numbers and the χ² test (1934)
- The design and analysis of factorial experiments (1937)
- Statistical tables for biological, agricultural and medical research (coautore Ronald Fisher, 1938)
- Systematic sampling (1948)
- Selection without replacement from within strata with probability proportional to size (coautore P.M.Grundy, 1953)
- Sampling methods for censuses and surveys (1960)
- Programmi per computer: GENFAC, RGSP, Fitquan